# Bryoscyphus marchantiae
Bryoscyphus marchantiae (Fr.) Spooner – gatunek grzybów z rodziny tocznikowatych (Helotiaceae).

## Systematyka i nazewnictwo
Pozycja w klasyfikacji według Index Fungorum: Bryoscyphus, Helotiaceae, Helotiales, Leotiomycetidae, Leotiomycetes, Pezizomycotina, Ascomycota, Fungi.
Po raz pierwszy takson ten opisał w roku 1849 Elias Fries nadając mu nazwę Helotium marchantiae. Obecną, uznaną przez Index Fungorum nazwę nadał mu w 1984 r. Brian Martin Spooner.
Synonimy:
- Calycina marchantiae (Fr.) Kuntze 1898
- Helotium epiphyllum subsp. marchantiae (Fr.) P. Karst. 1871
- Helotium marchantiae Fr. 1849
- Hymenoscyphus marchantiae (Fr.) Dennis 1964
- Pachydisca marchantiae (Fr.) Boud. 1907
- Peziza marchantiae Berk. 1836[2].

Znane jest występowanie Bryoscyphus marchantiae tylko w niektórych krajach Europy. W Polsce podano jego stanowiska w 1992 i 1997 roku na plesze wątrobowca z rodzaju porostnica (Marchantia).